# Sanet i els Negrals (kommunhuvudort)
Sanet y Negrals är en kommunhuvudort i Spanien.   Den ligger i provinsen Provincia de Alicante och regionen Valencia, i den östra delen av landet, 400 km sydost om huvudstaden Madrid. Sanet y Negrals ligger 94 meter över havet och antalet invånare är 642.
Terrängen runt Sanet y Negrals är kuperad åt sydväst, men åt nordost är den platt. Runt Sanet y Negrals är det ganska tätbefolkat, med 139 invånare per kvadratkilometer. Närmaste större samhälle är Denia, 12,3 km öster om Sanet y Negrals. 